# Österrikiska Schackförbundet
Österrikiska Schackförbundet (österrikiska: Österreichischer Schachbund) (ÖSB) är det nationella schackförbundet i Österrike.
Förbundet grundades 1920 och är anslutten till FIDE. Förbundet har sitt kontor i Graz och presidenten är Kurt Jungwith.
Sedan 1981 är det officiella organet av förbundet "Schach aktiv".